# Milichiella bimaculata
Milichiella bimaculata is een vliegensoort uit de familie van de Milichiidae. De wetenschappelijke naam van de soort is voor het eerst geldig gepubliceerd in 1907 door Becker.